# Xenox habrosus
Xenox habrosus är en tvåvingeart som först beskrevs av Marston 1970.  Xenox habrosus ingår i släktet Xenox och familjen svävflugor. Inga underarter finns listade i Catalogue of Life.